# Simulium sandyi
Simulium sandyi es una especie de insecto del género Simulium, familia Simuliidae, orden Diptera.
Fue descrita científicamente por Coscaron, Ibanez-Bernal & Coscaron-Arias, 1999.